# Mateusz Wilczewski
Mateusz „mantuu“ Wilczewski (* 21. August 1997 in Chełm) ist ein polnisch-britischer E-Sportler in der Disziplin Counter-Strike: Global Offensive.

## Karriere
Wilczewski begann seine Karriere im Juli 2015 beim Team n0_0rg. Im Mai 2016 wechselte er zum Team Entropy Gaming, welches er im September wieder zu n0_0rg verließ. 2017 erzielte er in der Frühlingsausgabe der deutschen ESL Meisterschaft den 5.–6. Platz. Im Mai 2017 wechselte er zu der deutschen Organisation Panthers Gaming, mit welcher er in diesem Jahr die Sommerausgabe der ESL Meisterschaft gewinnen konnte.
Im folgenden Jahr erreichte er zu Beginn des Jahres bei der ESL Frühlingsmeisterschaft 2018 das Halbfinale. Nachdem er das Team im April verlassen hatte, war er bis zur Rückkehr zu Panthers Gaming im September ohne Organisation. In der ESL Wintermeisterschaft 2018 konnte er erneut in das Halbfinale einziehen.
2019 begann für Wilczewski mit einem Wechsel zum deutschen E-Sport-Clan Alternate Attax. In diesem Jahr gewann er beide Ausgaben der ESL-Meisterschaft mit einem 2:1- respektive 2:0-Sieg gegen Sprout. Im Dezember verließ er Attax und wechselte zur internationalen Organisation OG Esports. Das erste Turnier mit OG, die cs_summit 5, beendete er auf dem 3.–4. Rang. Dies war zugleich auch sein erstes großes internationales Turnier.
2020 erreichte er das Finale bei der Intel Extreme Masters XV - New York Online: Europe und der Flashpoint Season 2. Beide Turniere beendete er nach Niederlagen gegen den Faze Clan beziehungsweise Virtus.pro auf dem zweiten Rang. Zudem beendete er die cs_summit 6 Online: Europe und die DreamHack Open Summer 2020: Europe im Halbfinale, wobei er jeweils gegen Berlin International Gaming verlor. In diesem Jahr erreichte er außerdem mit seinem Team zwischenzeitlich den sechsten Platz der Weltrangliste der Teams von HLTV.
Im nächsten Jahr gewann er das Spring Sweet Spring #2 nach einem Sieg gegen Berlin International Gaming. Die Intel Extreme Masters XVI - Summer konnte er nach einer Niederlage gegen Gambit Esports auf dem zweiten Platz beenden. Überdies erreichte Wilczewski das Halbfinale bei der ESL Pro League Season 14 und dem Blast Premier: Fall Showdown 2021.
2022 erzielte er den 1.–3. Platz bei der Blast Premier: Spring Groups 2022. Zudem erreichte er das Halbfinale bei der Global Esports Tour Dubai 2022. Im Juli 2022 wurde er bei OG Esports auf die Bank gesetzt.
Im Juni 2023 wechselte er zur deutschen Organisation Berlin International Gaming. Nachdem er im Februar 2024 bei Berlin International Gaming auf die Bank gesetzt worden war, wechselte er im Mai 2024 zu der Organisation 9ine.

## Privates
Wilczewski zog im Alter von fünf Jahren nach London, wo er auch einen Großteil seiner Kindheit verbrachte. Im Erwachsenenalter zog er zurück nach Polen.
Er studierte Neurowissenschaften, bevor er sein Studium aufgrund seiner E-Sport-Karriere abbrach.